# ノースショア (オアフ島)

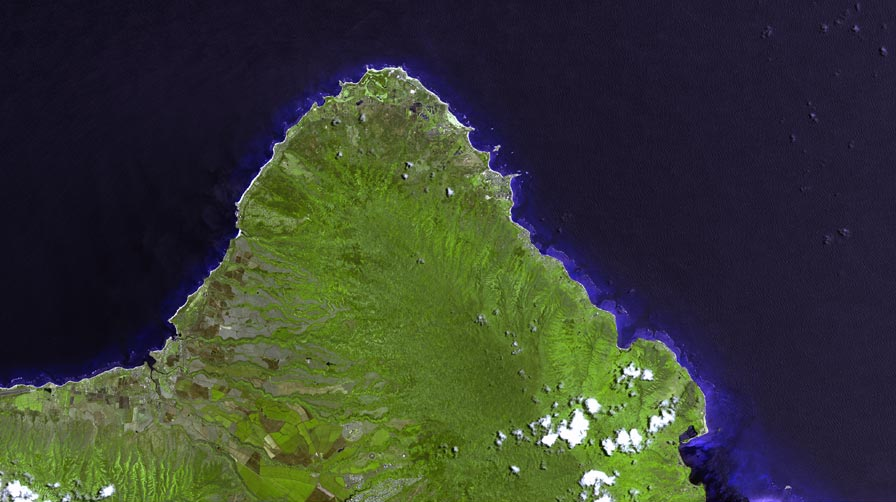
ノースショアの衛星画像。中央の北へ突き出ているカフク岬から西がノースショア。西端のカエナ岬は写っていない。

ノースショア (North Shore) は、オアフ島の北向きの海岸地域、カエナ岬 (Kaʻena Point) とカフク岬 (Kahuku Point) の間の一帯を指す呼称である。
最大の集落はハレイワ (Haleʻiwa) である。この地域は巨大な波が打ち寄せることでよく知られており、世界中からサーファーたちを引き寄せている。

## サーフィン

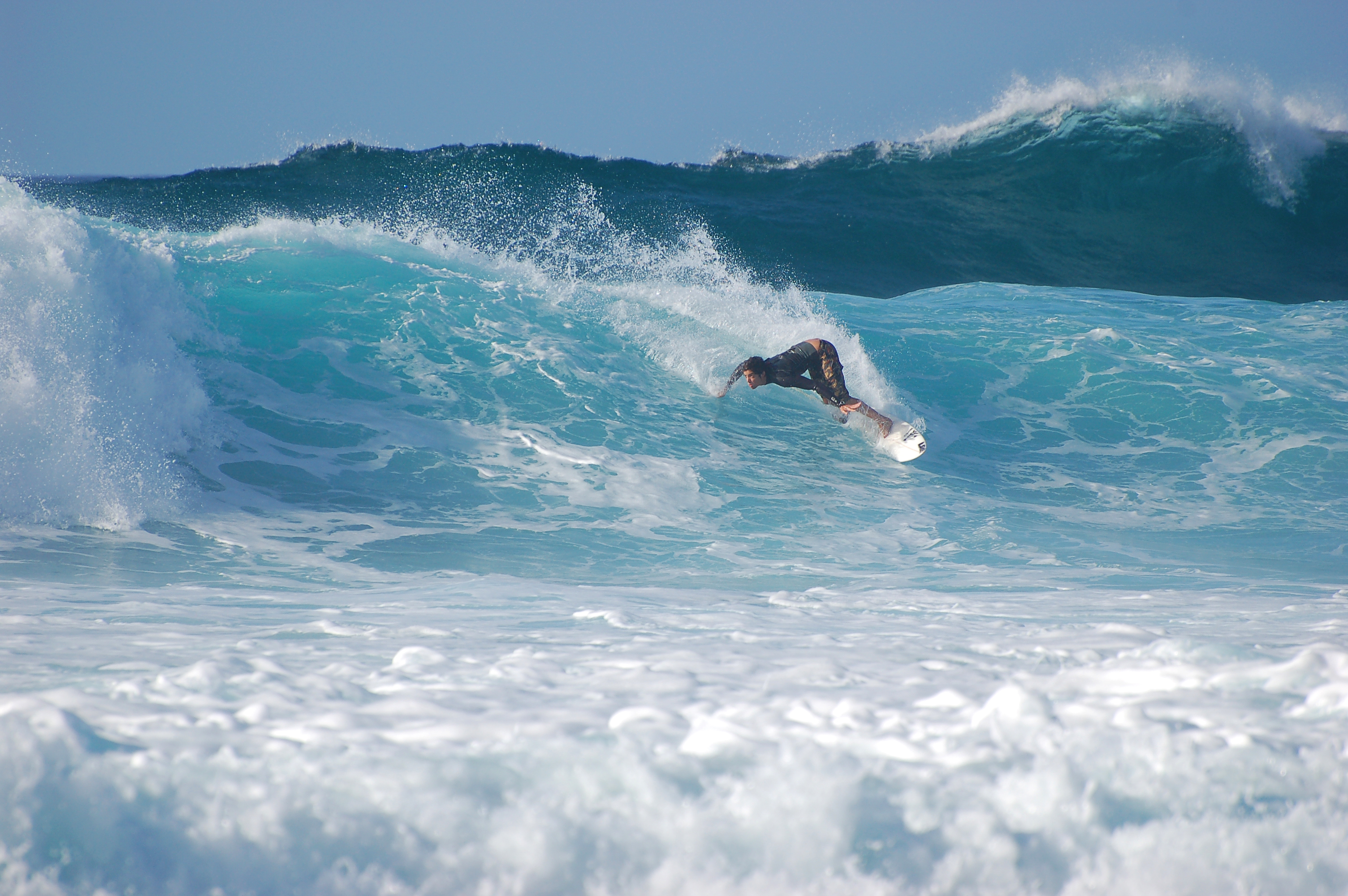
ノースショアのバンザイ・パイプラインにおけるアマチュア競技会で波に乗るサーファー。

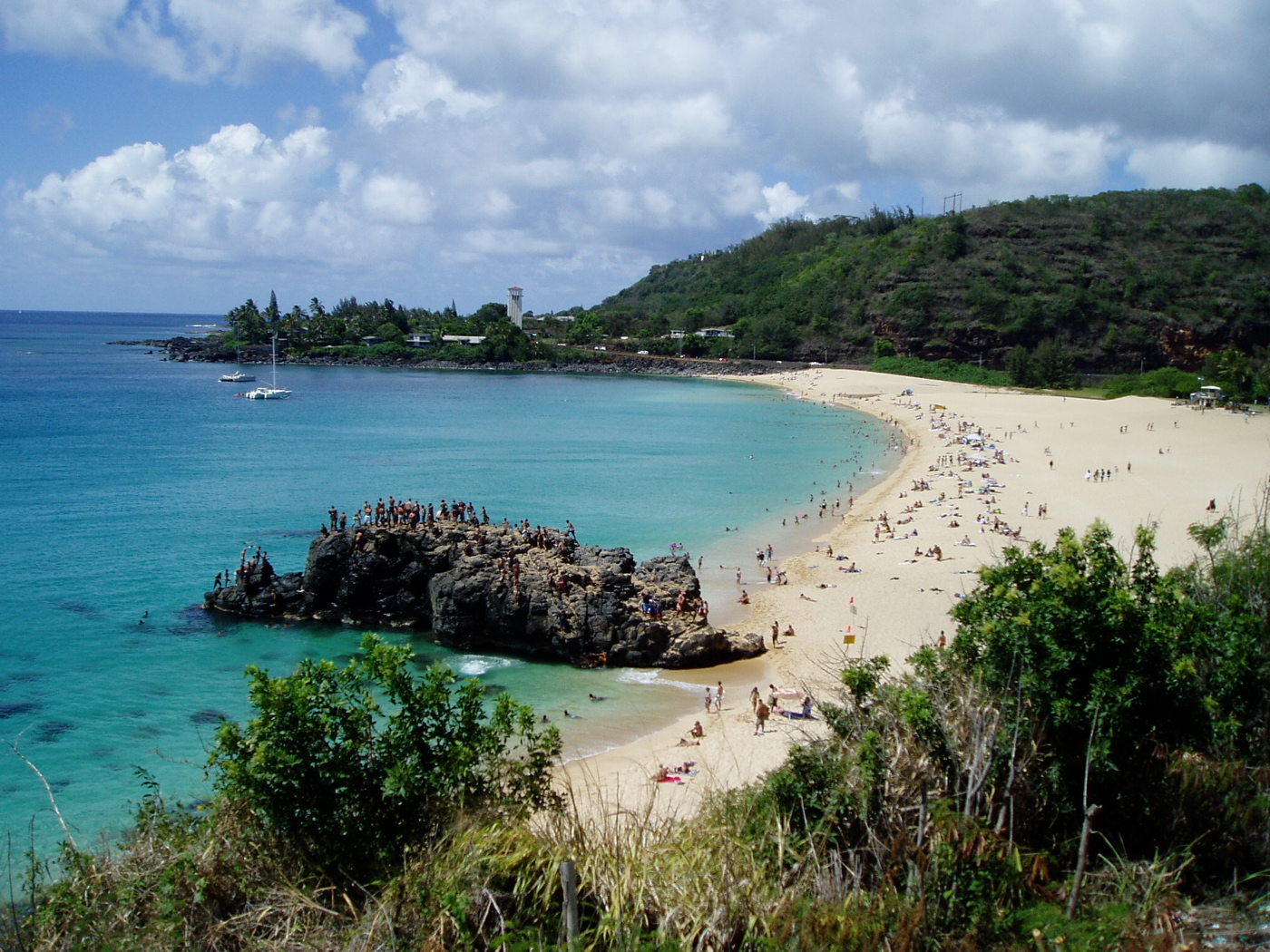
ワイメア・ベイ

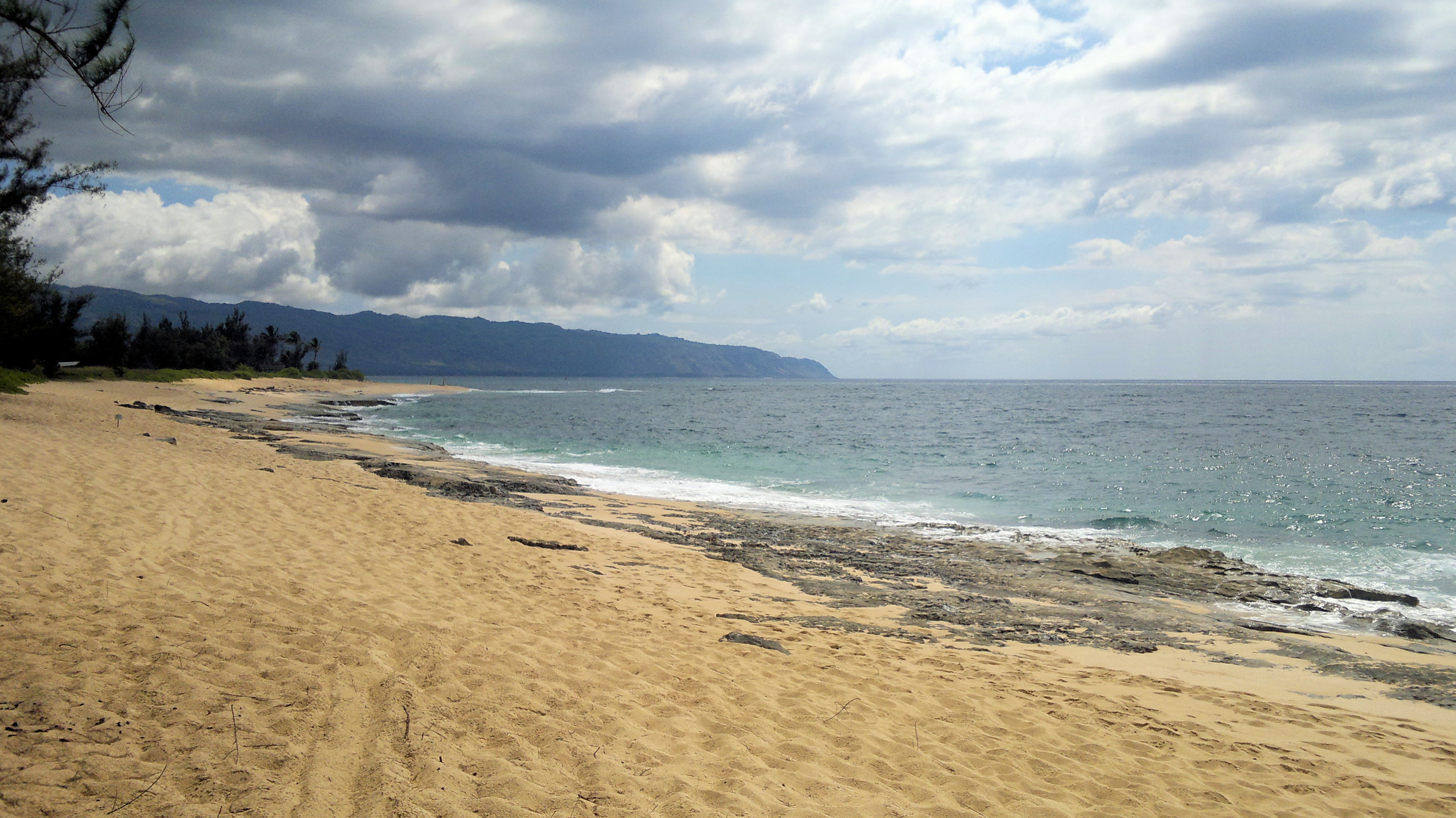
『LOST』の撮影も行われたパパイロア・ビーチ(Papailoa Beach)

北半球における冬の時期には、北太平洋の荒れた海がもたらすうねりを活かして、集中的にサーフィンが行なわれる。有名なサーフィン・スポットとしては、ワイメア・ベイやサンセット・ビーチ (Sunset Beach) がある。
ノースショアで最も有名なサーフィン・スポットは、エフカイ・ビーチ (Ehukai Beach) のバンザイ・パイプラインで、ビーチにも近く、観衆や審判、写真家たちが素晴らしい光景を眺めやすいことから、競技の会場として重要なスポットとされている。
ノースショアは、世界一のサーフィンのメッカと考えられており、毎年12月には、合わせてトリプル・クラウン・オブ・サーフィン (Triple Crown of Surfing) と称される3つの競技会が開催される。男性の競技会は、リーフ・ハワイアン・プロ (Reef Hawaiian Pro)、オニール・ワールドカップ・オブ・サーフィン (O'Neill World Cup of Surfing)、ビラボン・パイプライン・マスターズ (Billabong Pipeline Masters) の3つであり、女性の競技会はリーフ・ハワイアン・プロ、ロキシー・プロ・サンセット (Roxy Pro Sunset) と、隣のマウイ島で開催されるビラボン・プロ (Billabong Pro) である。
ワイメア・ベイは、クイックシルバー・ビッグウェーブ・インビテーショナル・イン・メモリー・オブ・ エディ・アイカウ（Quiksilver Big Wave Invitational in Memory of Eddie Aikau）の会場となっている。この競技会は、招待された者しか参加できない。こうした競技会は、毎年冬に予定された日程はあるものの、最低でも20-フート (6.1 m)の波がなければ開催されない。このため、年によっては開催されない場合もある。

## サーフィン学校
ノースショアは冬場の大波で有名だが、大波から護られた入り江を利用した、初心者にサーフィンの基礎を教える学校も数多く存在する。

## テレビ・映画
美しい自然に恵まれ、ホノルルにも近く、大きな波が来るノースショアは、映画撮影もロケ地としても人気が高い。
フォックス放送のテレビドラマ『North Shore』や、『ベイウォッチ (Baywatch)』の最後の数シーズンは、この地域で撮影された。
アメリカン・ブロードキャスティング・カンパニー (ABC)のテレビドラマ『LOST』は、ほぼ全編がオアフ島ロケで制作されたが、その大部分はノースショアで撮影された。いつも岩礁へ荒波が押し寄せているタートル・ベイ (Turtle Bay) 地域は、ドラマの背景として理想的であった。
ノースショアは、映画『North Shore』、『ブルークラッシュ』、『寝取られ男のラブ♂バカンス (Forgetting Sarah Marshall)』の舞台となったほか、アニメーション映画『サーフズ・アップ』にも取り上げられた。
CBSの刑事ドラマ『Hawaii Five-0』の第1シーズン第6話は、ノースショアを舞台としており、ハワイ語でこの地域を指す「Koʻolauloa」（日本語版では「ノースショアの銃弾」）がタイトルとなっていた。

## 宿泊施設
ノースショアには、大規模な商業的ホテルは、世界一流のゴルフ・コースを2コース備えたタートル・ベイ・リゾート (Turtle Bay Resort) しかない。このほかには、小規模な貸しコンドミニアムや貸家があり、ユースホステルも1軒ある。

## 有名な住民

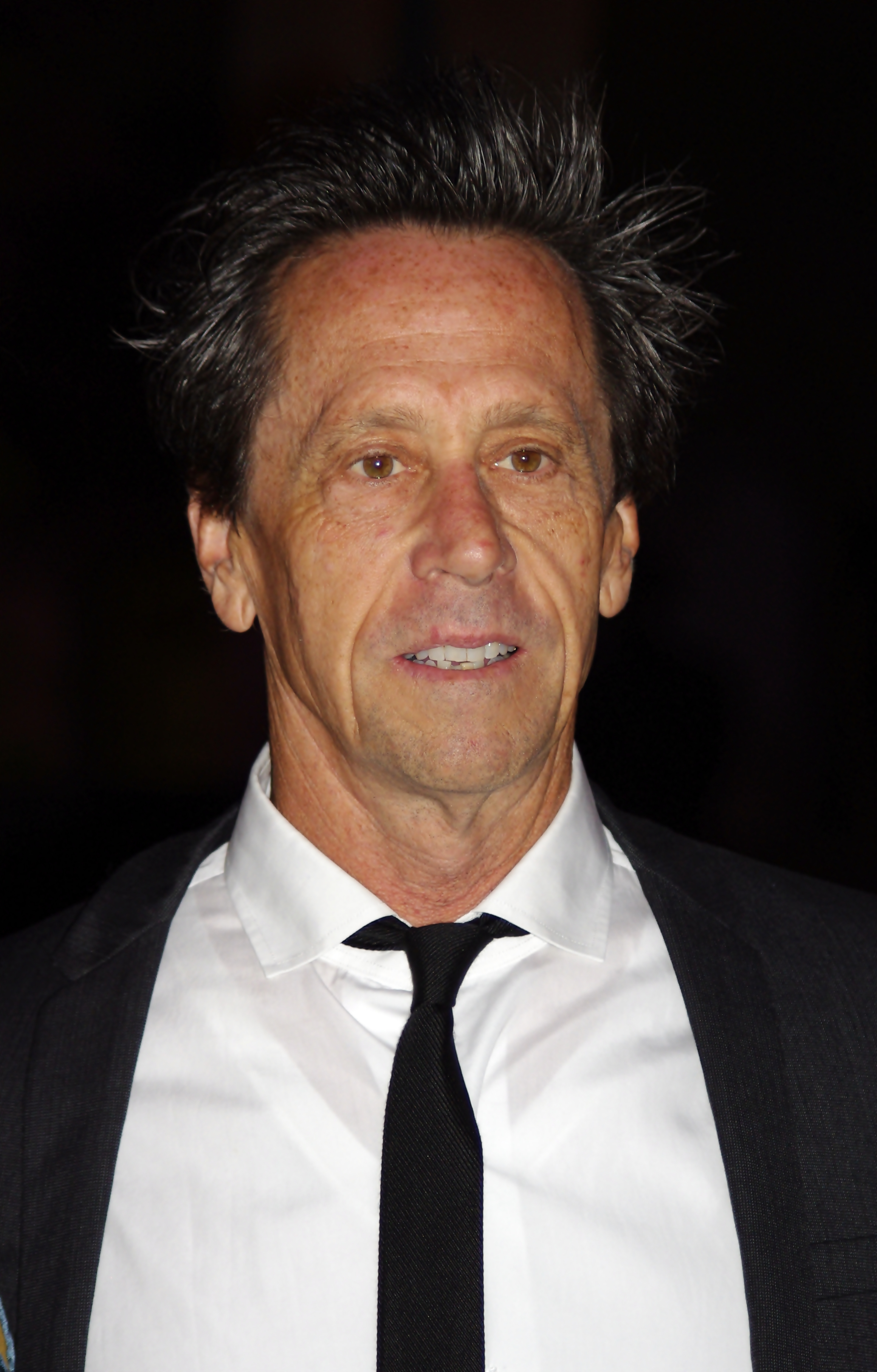
ブライアン・グレイザー

- Rochelle Ballard - 女性プロ・サーファー
- Owl Chapman - サーファー
- Darrick Doerner - サーファー
- Jim Evans - 画家
- ブライアン・グレイザー - 映画/テレビ・プロデューサー（オスカー賞受賞者）[3]
- Bruce Irons - プロ・サーファー
- ジャック・ジョンソン - フォーク・ロック系シンガーソングライター
- Samuel Kamakau - 歴史家
- Clark Little - 写真家
- Henry A. Miley, Jr. - アメリカ合衆国陸軍大将
- Frederick Patacchia - プロ・サーファー
- Makua Rothman - プロ・サーファー
- Butch Van Artsdalen - サーファー
- John John Florence - プロ・サーファー